# サラゴサ条約
サラゴサ条約（サラゴサじょうやく、英語: Treaty of Zaragoza）は、1529年4月22日にポルトガル王ジョアン3世と神聖ローマ皇帝カール5世の間でサラゴサにて締結された、スペイン帝国とポルトガル海上帝国の間の平和条約。
条約はカスティーリャ王国（スペイン）とポルトガルのアジアにおける勢力圏を分け、両国が同時に1494年のトルデシリャス条約を根拠にモルッカ諸島の領有を主張したために起こった「モルッカ問題」を解決する試みとなった。紛争は1520年に両国の遠征隊が太平洋に到着したときから始まった。この時には、東方において子午線はまだ定められていなかった。

## 背景

### モルッカ問題
1494年、カスティーリャ王国とポルトガル王国はトルデシリャス条約を締結し、世界を探索と植民地化のために両国の間で二分した。条約は大西洋に子午線を定め、線の西はカスティーリャに、東はポルトガルに帰属するとした。
1511年、当時アジアでの貿易の中心地だったマラッカがポルトガルのアフォンソ・デ・アルブケルケにより征服された。アルブケルケは続いて、当時秘密とされた香料諸島（モルッカ諸島のうちのバンダ諸島はニクズクとクローブといった香辛料の唯一の産地だったため、インド洋での航海の主目的である）の位置を知ろうとして、アントニオ・デ・アブレウにそれを探すよう命じた。1512年の初め、遠征隊は小スンダ列島を通ってバンダ諸島に到着、諸島に上陸したはじめてのヨーロッパ人となった。バンダ島に着く前にはブル島、アンボン島、セラム島も訪れた。その後、船の難破によりフランシスコ・セランはアブレウと別れて北上した。セランの船もテルナテ島で難破したが、彼はそこで当局から交易所の建設許可をもらい、フォルテ・デ・サン・ジョアン・バプティスタ・デ・テルナテを建てた。

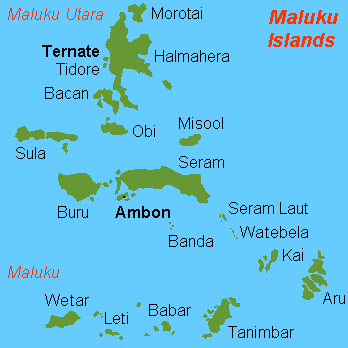
テルナテ島とティドレ島の位置を示す、モルッカ諸島の地図

セランは友人のフェルディナンド・マゼラン（二人が親族だった可能性もある）に手紙を書き、香料諸島について記述した。マゼランはこの記述でスペイン王を説得し、世界初の世界周航への出資を勝ち取った。1521年11月6日、マゼランの艦隊（マゼランは4月のマクタン島の戦いで死去したため艦隊はフアン・セバスティアン・エルカーノが率いていた）は東からモルッカ諸島に到着した。セランも同じころにテルナテ島で死去しており、マゼランとは会えなかった。
マゼランとエルカーノの1519年から1522年にかけての世界周航の後、カール5世はトルデシリャス条約により香料諸島はカスティーリャに帰属するとして、ガルシア・ホフレ・デ・ロアイサ率いるロアイサ遠征隊を派遣、諸島の植民地化を命じた。マゼランの航海に参加したエルカーノはロアイサの遠征にも参加、遠征中に命を落とした。また若いアンドレス・デ・ウルダネータもロアイサの遠征に参加している。1525年から1526年までの困難に満ちた航海の後、遠征隊はティドレ島に着き、そこで港を建設した。これにより、すでにテルナテ島にて交易地を持ったポルトガルとの紛争が生じた。1年間の戦闘の後、スペインは敗北したが、諸島の帰属をめぐる小競り合いはその後10年近く続いた。

### バダホス＝エルヴァス会議
1524年、スペインとポルトガルはフンタ・デ・バダホス＝エルヴァス（Junta de Badajoz-Elvas）を開催、紛争を解決しようとした。両国はそれぞれ天文学者、地図学者、航海家、数学者を3名ずつ任命し、トルデシリャス条約の子午線の逆側にある子午線の精確な位置を計算し、世界を2つの半球に分けようとした。
ポルトガル王ジョアン3世は全権大使アントニオ・デ・アゼヴェード・コウチーニョ（António de Azevedo Coutinho）、ディオゴ・ロペス・デ・セケイラ、地図学者と宇宙誌の学者ロポ・オメン、シモン・フェルナンデスを会議に派遣した。スペインはメルクリオ・ガティヌ伯爵（Mercurio Gâtine）、オスマ司教フアン・ガルシア・デ・ロアイサ・イ・メンドーサ、カラトラバ騎士団団長ガルシア・デ・パディーヤ（García de Padilla）を派遣した。ポルトガルの地図学者ディオゴ・リベイロはスペイン代表として会議に出席した。
会議はバダホスとエルヴァスで何度か開かれたが、合意には至らなかった。というのも、当時の地理の知識は極めて限られたものであり、経度を精確に計算することが難しく、両国の代表はそれぞれ諸島を自国領とした地図で計算を行った。一例としてはカール5世の助言者であったジャン2世・カロンデレはフランキスクス・モナクスが制作した地球儀を所持しており、その地球儀では諸島がスペイン領となっている。ジョアン3世とカール5世はモルッカ諸島の位置が確定するまで、両国とも諸島に遠征隊を派遣しないことに同意した。
1525年から1528年まで、ポルトガルはモルッカ諸島の周辺に遠征隊を派遣した。テルナテ島の総督ジョルジェ・デ・メネゼスはゴメス・デ・セケイラとディオゴ・ダ・ロシャをシモン・デ・アブレウが1523年に一度訪れたセレベス島に派遣した。このときの遠征隊はカロリン諸島に訪れた初のヨーロッパ人であり、このときは諸島を「セケイラ諸島」と名付けた。上陸こそしなかったが、マルティン・アフォンソ・デ・メロ（Martim Afonso de Melo）の1522年から1524年までの遠征、ゴメス・デ・セケイラの1526年から1527年までの遠征ではアルー諸島とタニンバル諸島を発見した。また1526年にはジョルジェ・デ・メネゼスがパプアニューギニア北西部に着き、スハウテン諸島のビアク島に上陸した。彼はそこからドベライ半島にあるワイゲオ島へ向かった。
カスティーリャは1525年から1526年までのロアイサの遠征隊のほか、1528年にはアルバロ・デ・サーベドラ・セロン率いる（メキシコにいるエルナン・コルテスが準備した）遠征隊を派遣、ポルトガルと競争した。アルバロ・デ・サーベドラ・セロンはマーシャル諸島に着いた。しかし、この遠征隊はポルトガルに囚われ、西回りの航路でヨーロッパへ送還された。遠征隊はモルッカ諸島から東周りで太平洋を通って帰ることを2度試み、いずれも失敗したが、途中でニューギニア島の西部と北部の一部を探検、スハウテン諸島に到着、ヤーペン島、アドミラルティ諸島、カロリン諸島を発見した（上陸はしなかった）。
1525年2月10日、ジョアン3世はカール5世の妹カタリナと結婚した。翌年3月11日に今度はカール5世がジョアン3世の妹イサベルと結婚した。この二重結婚により両国は緊密な関係となり、モルッカ諸島に関する協議を促進した。カール5世も紛争を避けてヨーロッパでの政策の実施に専念したい上、スペインはモルッカ諸島からの香辛料を東回りでヨーロッパに持ち帰る航路を知らなかったことも条約締結の一因となった。東回り航路は1565年にアンドレス・デ・ウルダネータ（Andrés de Urdaneta）がマニラ＝アカプルコ航路を確立するまでついぞ見つからなかった。

## 条約
サラゴサ条約は東方における両国の境界をモルッカ諸島から東へ297.5リーグ（または17度）進んだところに定めた。また、セーフガード条項として、皇帝はポルトガルに賠償金を支払えばいつでも条約を無効化することができるとした。しかし、皇帝はポルトガルの資金で対フランス王フランソワ1世のコニャック同盟戦争を戦わなければならなかったため、この条項が使われることはなかった。
条約はトルデシリャス条約で定められた境界を明確化することも、変更することもせず、またスペインからの両国の半球を同じ大きさにする要求も満たさなかった。ポルトガルの半球は約191度でスペインの半球は約169度だった。この2つの数値はトルデシリャス条約での境界が不明確だったため、正負約4度の誤差がある。
サラゴサ条約により、ポルトガルは境界から西の全ての土地と海を領有した。これはアジアとこれまで「発見」された島嶼を含む。一方のスペインは太平洋の大半を領有した。フィリピンは条約で言明されなかったが、線のはるか西方にあるため、スペインは暗黙的にはフィリピンの領有を放棄したことになる。いずれにせよ、カール5世はフィリピンには香辛料がないためポルトガルも強く反対はしないと考え、1542年にはフィリピンを植民地化することを決定した。このときの植民は失敗したが、息子のフェリペ2世は1565年に植民に成功、マニラに初の交易所を設置した。そして、カール5世の予想通り、ポルトガルからの反対は少なかった。